# Casa al carrer Sant Joan, 9 (Tàrrega)
Casa al carrer Sant Joan, 9 és una obra de Tàrrega (Urgell) protegida com a Bé Cultural d'Interès Local.

## Descripció
Edifici entre mitgeres de secció quadrangular amb planta baixa, tres pisos i golfes. La coberta és a dues aigües i la façana està configurada per tres eixos de composició vertical amb un total de dotze obertures de secció quadrangular, tres per planta, i una galeria amb coberta al nivell de les golfes. A la planta baixa dos espais comercials flanquegen la porta d'accés a l'edifici. La planta noble té les obertures unides per una mateixa balconada, a la resta de plantes, en canvi, hi ha balcons indenpendents i amb barana de ferro forjat. El parament de la façana està estucat a la planta baixa, i arrebossat i pintat a la part dels pisos on a més deixa a la vista els emmarcaments de pedra de les obertures i les línies d'imposta que separen cadascun d'aquests.